# Aeroporto Internazionale di Tallahassee
L'Aeroporto Internazionale di Tallahassee (IATA: TLH, ICAO: KTLH) è un aeroporto situato a circa 10 km a sud ovest dal centro di Tallahassee, Contea di Leon, Florida, e viene utilizzato principalmente da American Airlines e Delta Air Lines che offrono voli verso le principali città dell' sud-est degli Stati Uniti, mentre Silver Airways opera verso destinazioni interne alla Florida.